# Municipio de Penn (condado de Parke)
El municipio de Penn (en inglés: Penn Township) es un municipio ubicado en el condado de Parke en el estado estadounidense de Indiana. En el año 2010 tenía una población de 810 habitantes y una densidad poblacional de 13,15 personas por km².

## Geografía
El municipio de Penn se encuentra ubicado en las coordenadas 39°50′46″N 87°16′17″O / 39.84611, -87.27139. Según la Oficina del Censo de los Estados Unidos, el municipio tiene una superficie total de 61.59 km², de la cual 61,45 km² corresponden a tierra firme y (0,23 %) 0,14 km² es agua.

## Demografía
Según el censo de 2010, había 810 personas residiendo en el municipio de Penn. La densidad de población era de 13,15 hab./km². De los 810 habitantes, el municipio de Penn estaba compuesto por el 97,9 % blancos, el 0,12 % eran afroamericanos, el 0,74 % eran amerindios, el 0,12 % eran de otras razas y el 1,11 % eran de una mezcla de razas. Del total de la población el 0,37 % eran hispanos o latinos de cualquier raza.